# Cemitério Vestre

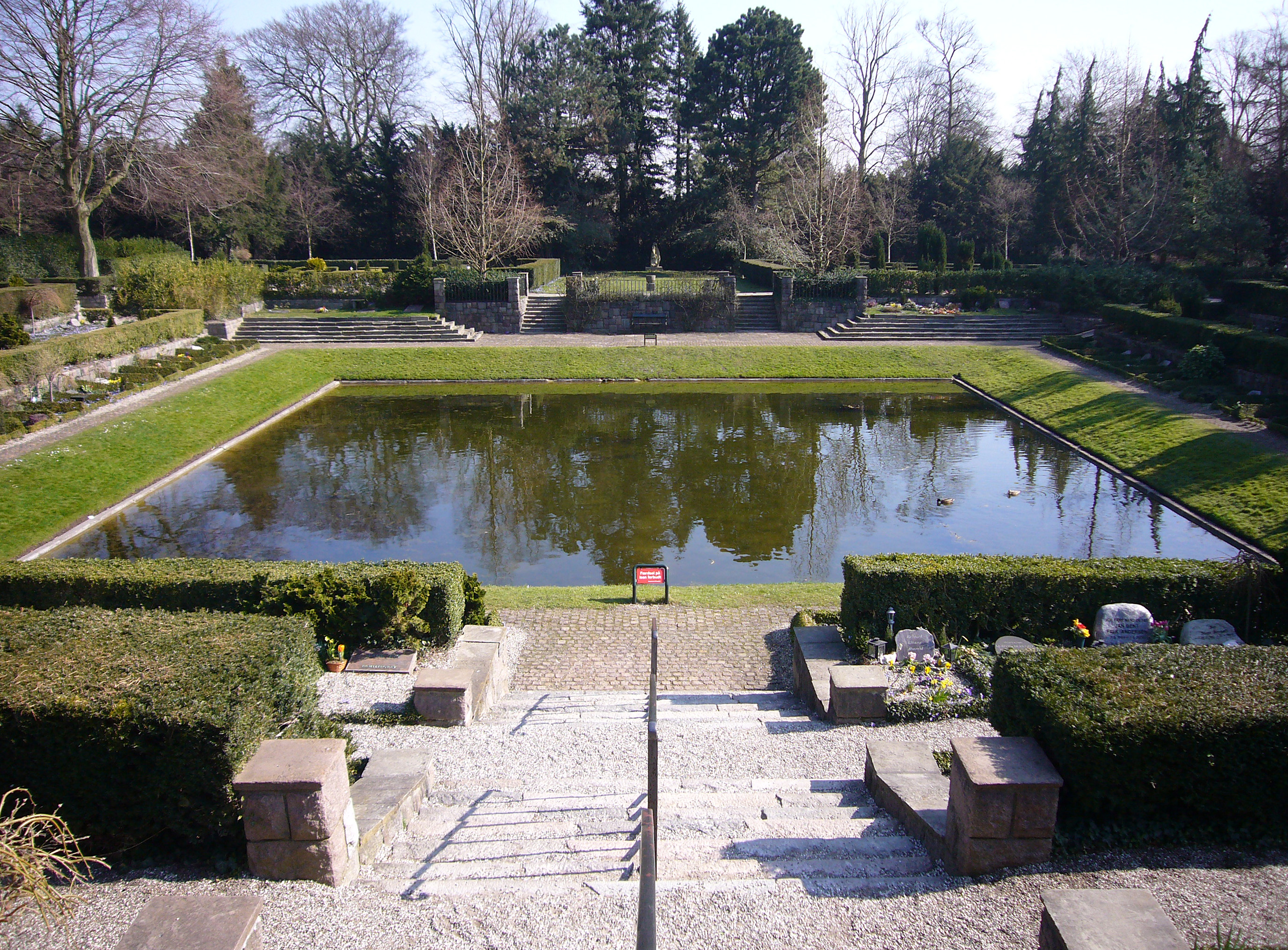
Um dos lagos do cemitério Vestre

O Cemitério Vestre (em dinamarquês:  Vestre Kirkegård) é um cemitério localizado em um grande parque no distrito de Kongens Enghave em Copenhague, capital da  Dinamarca. Com uma área de 54 hectares, é o maior cemitério da Dinamarca.
Com paisagismo privilegiado, serve como espaço aberto urbano, ideal para uma caminhada e visitação de antigas sepulturas e monumentos.
Localizado ao sul do centro de Copenhague, entre as estações Enghave, Sydhavn, Sjælør e Valby do sistema de trens S-train de copenhague.
É um dos cinco cemitérios mantidos pela prefeitura de Copenhague. Os outros são Cemitério Assistens, Cemitério Brønshøj, Cemitério Sundby e Cemitério Bispebjerg.

## História
O cemitério foi aberto em 1870 para acomodar a necessidade urgente de locais para sepultamento da população crescente de Copenhague. O Cemitério Assistens, até então o principal cemitério da cidade, já não suportava mais o número crescente de sepultamentos. Inicialmente local de sepultamento da população mais humilde, o Cemitério Vestre tornou-se o principal destino de sepultamentos durante a década de 1990.

## Personalidades
Dentre as personalidades sepultadas estão líderes políticos e religiosos, filósofos, artistas e músicos:
- Carl Aller  (1845–1926), editor, fundador da Aller Media
- Hans Niels Andersen (1852–1937), empresário, fundador da East Asiatic Company
- Herman Bang (1857–1912), escritor
- Vilhelm Buhl (1881–1954), político, Social Democratas primeiro-ministro da Dinamarca
- Anne Marie Carl-Nielsen (1863–1945), escultor
- Edvard Eriksen (1876–1959), escultor, autor da estátua A Pequena Sereia
- Vilhelm Hammershøi (1864–1916), pintor
- Hans Christian Hansen (1906–1960), político, primeiro-ministro
- Hans Hedtoft (1903–1955), político
- Per Hækkerup (1915–1979), político
- August Jerndorff (1946–1906), pintor
- Thad Jones (1923–1986), trompetista de jazz norte-americano
- Viggo Kampmann (1910–1975), político, primeiro-ministro
- Asta Nielsen (1881–1972), atriz de cinema
- Carl Nielsen (1865–1931), compositor
- Jens Otto Krag (1914–1978), político, primeiro-ministro
- Julius Petersen (1839–1910), matemático
- Knud Rasmussen (1879–1933), explorador polar e antropólogo
- Thorvald Stauning (1873–1942), político, primeiro primeiro-ministro social-democrata
- Hermann Baagøe Storck (1839–1922), arquiteto e artista de heráldica
- Hjalmar Söderberg (1869–1941), escritor sueco
- Laurits Tuxen (1853–1927), escultor, pintor
- Liva Weel (1897–1952), cantor, atriz
- Kristian Zahrtmann (1843–1917), pintor